# San Martino del Lago
San Martino del Lago ist eine norditalienische Gemeinde (comune) in der Lombardei mit 381 Einwohnern (Stand 31. Dezember 2023). Die Gemeinde liegt etwa 24 Kilometer ostsüdöstlich von Cremona.